# Нерейнен
Нерейнен (нід. Neerijnen, нід. вимова: [neːˈrɛinə(n)] ( прослухати)) — село в нідерландській провінції Гелдерланд. Входить до муніципалітету Вест-Бетюве. Перша згадка про населений пункт датується 996-им роком.
Мало статус окремого муніципалітету. 1 січня 2019 року був об'єднаний з муніципалітетами Гелдермалсен і Лінгевал при створенні Вест-Бетюве.

## Галерея

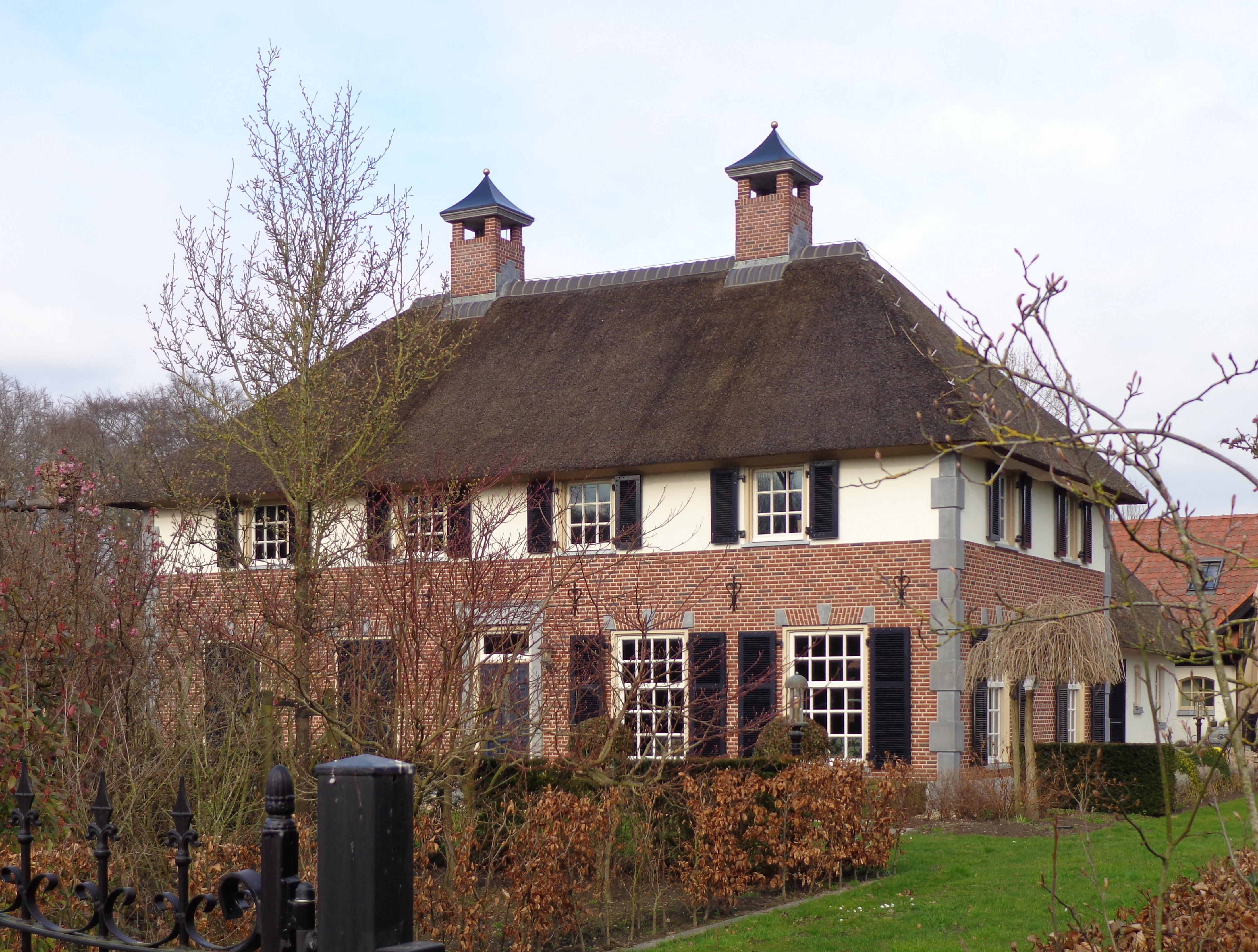
Сільський будинок
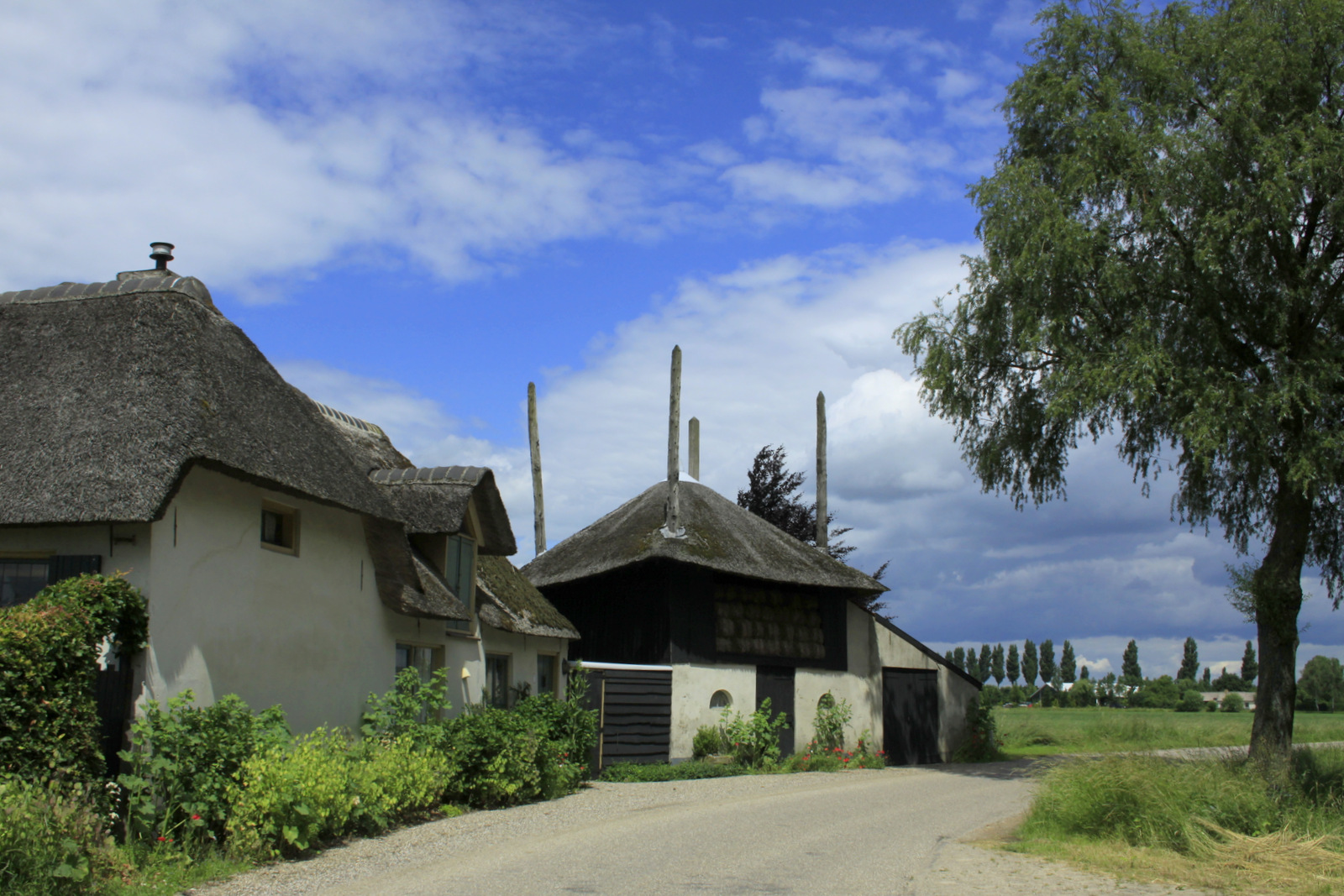
Ферма
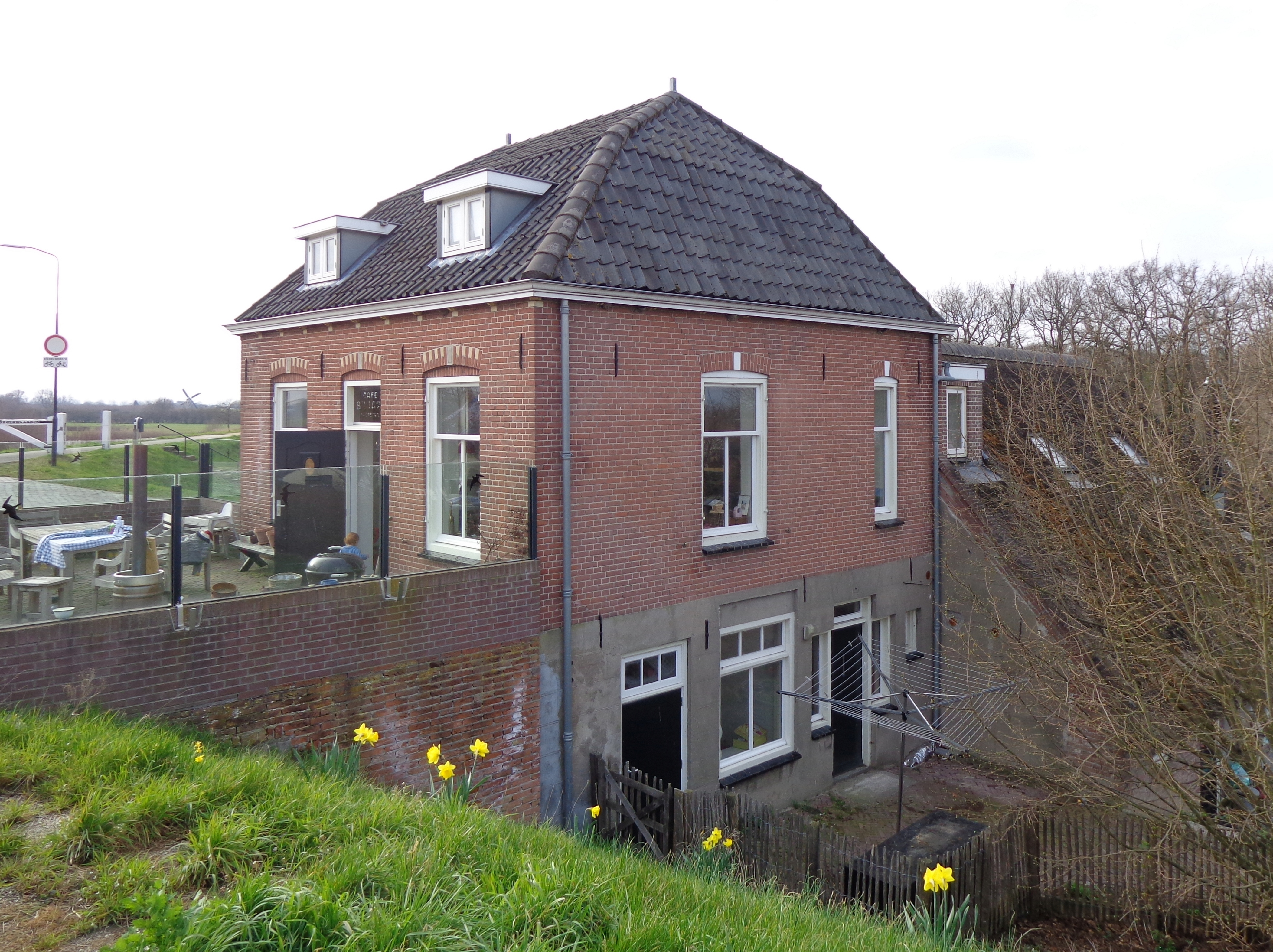
Ресторан